# 長野県道174号荻窪丸子線
長野県道174号荻窪丸子線（ながのけんどう174ごう おぎくぼまるこせん）は長野県上田市丸子町東内字荻窪と上田市丸子町上丸子を結ぶ一般県道。

## 概要

### 路線データ
- 起点：上田市丸子町東内字荻窪（国道254号上、千曲バス上荻窪バス停付近）
- 終点：上田市丸子町上丸子（上田市丸子支所前交差点、国道152号交点）

## 交差する道路
- 国道254号（起点・和子交差点間）
- 長野県道65号上田丸子線（平井寺トンネル有料道路、荻窪交差点）
- 国道152号・長野県道167号丸子北御牧東部線（終点）